# Macromalthinus globuliventris
Macromalthinus globuliventris is een keversoort uit de familie soldaatjes (Cantharidae). De wetenschappelijke naam van de soort werd in 1981 gepubliceerd door Michel Brancucci. De soort komt voor in Peru; het holotype is afkomstig uit de vallei van de Chanchamayo. De totale lengte is 7,5 tot 8 mm.